# Ndogtimacrique
Ndogtimacrique ou Ndogtima-crique est un village de la Région du Littoral du Cameroun, situé dans la commune d'Édéa IIe. Il est situé sur la route qui lie Edéa à Dehane puis vers Ndogtimacrique.

## Population et développement
En 1967, la population de Ndogtimacrique était de 335 habitants. La population de Ndogtimacrique était de 301 habitants dont 153 hommes et 148 femmes, lors du recensement de 2005. Elle est essentiellement composée de Bakoko. 